# Raadhuis van Middelharnis
Het (Oude) Raadhuis van Middelharnis in de plaats Middelharnis, in de Nederlandse provincie Zuid-Holland, is in 1639 door Arent van 's-Gravesande ontworpen. De bouw is uitgevoerd door zijn jongere broer Pieter Adriaanszn. Noorwits. Het gebouw is in Hollands Classicistische stijl gebouwd. In het fronton bevindt zich het wapen van Middelharnis.
Op het gebouw bevinden zich drie beelden die symboliseren voorzichtigheid, liefde en gerechtigheid, van de hand van meesterbeeldhouwer Pieter Adriaensz. 't Hooft.
Naast de deur aan rechtse kant bevindt zich een walvisrib afkomstig van de walvis die door vissers uit dit dorp werd gevangen.
Aan de linkse kant van de deur hangen twee halsstenen.
Op het torentje van het raadhuis ziet men een koperen gaffelscheepje. Dit symboliseert dat Middelharnis van origine een vissersplaats is.
In het pand was in de periode 1992-2006 het Rien Poortvlietmuseum gevestigd.
Het latere gemeentehuis van Middelharnis was gevestigd aan de Koningin Julianaweg 45.